# هيرمان إرليخ
هيرمان إرليخ (بالكرواتية: Herman Ehrlich)‏ هو مهندس معماري كرواتي، ولد في 9 أغسطس 1836 في Našice ‏ في كرواتيا، وتوفي في 23 أكتوبر 1895 في زغرب في كرواتيا.